# Nucula

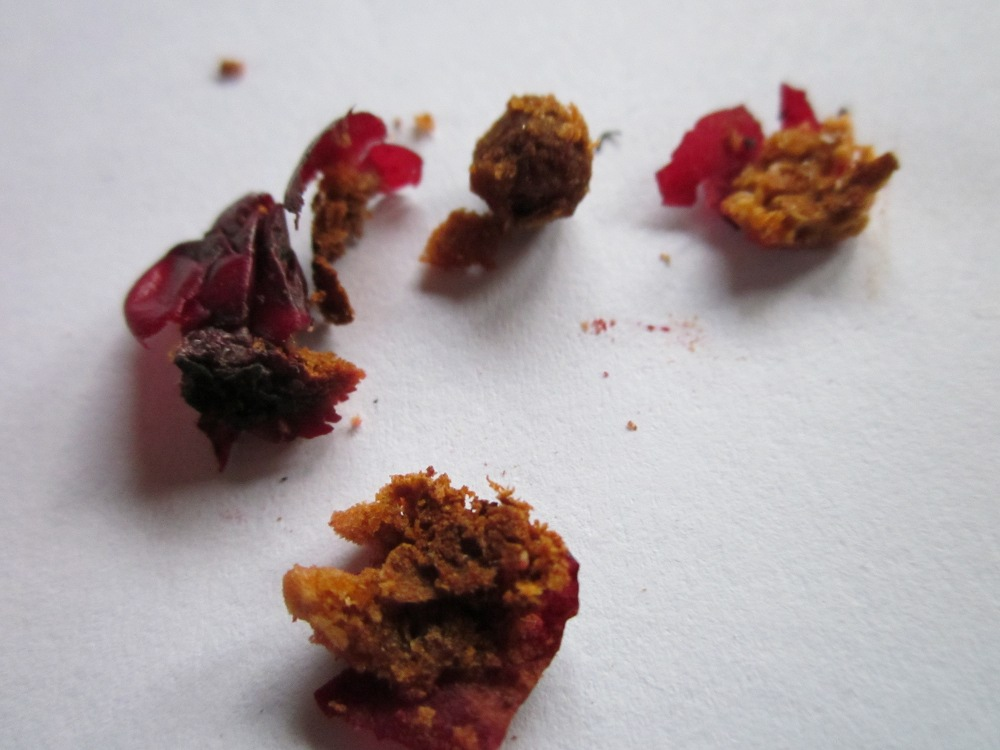
Nucule in semi di biancospino

La nucula, o nocola o pireno, è un piccolo frutto indeiscente con pericarpo legnoso simile ad una noce di piccole dimensioni. Solitamente è contenuta all'interno di un falso frutto, come ad esempio nel sorosio del gelso bianco e del gelso nero, oppure nelle infruttescenze di alcune piante, come rosa e biancospino.
Il nuculanio (o pirenario) è l'infruttescenza più comune in cui si rinvengono le nucule, è costituita da una drupa derivata da due o più carpelli contenenti due o più nucule libere (come nel nespolo) o saldate assieme (come nel biancospino).
Spesso la nucula è scambiata per un achenio, anche se quest'ultimo presenta varie differenze morfologiche, e non di rado i due termini vengono usati, erroneamente, come sinonimi, arrivando a scambiare nucule per acheni e viceversa.